# Liste der Baudenkmäler in Plech
Auf dieser Seite sind die Baudenkmäler in dem oberfränkischen Markt Plech zusammengestellt. Diese Tabelle ist eine Teilliste der Liste der Baudenkmäler in Bayern. Grundlage ist die Bayerische Denkmalliste, die auf Basis des Bayerischen Denkmalschutzgesetzes vom 1. Oktober 1973 erstmals erstellt wurde und seither durch das Bayerische Landesamt für Denkmalpflege geführt wird. Die folgenden Angaben ersetzen nicht die rechtsverbindliche Auskunft der Denkmalschutzbehörde.
 Diese Liste gibt den Fortschreibungsstand vom 19. August 2014 wieder und enthält 22 Baudenkmäler.

## Baudenkmäler nach Gemeindeteilen

### Plech
| Lage                                              | Objekt                                             | Beschreibung | Akten-Nr.     | Bild                                |
| ------------------------------------------------- | -------------------------------------------------- | --- | ------------- | ----------------------------------- |
| Am Gottvaterberg 2 (Standort)                     | Scheune                                            | Massives Erdgeschoss, Obergeschoss Fachwerk mit Satteldach, 1752; am Gottvaterberg Felsenkelleranlagen mit neun Eingängen, der jüngste bezeichnet „1759“, einer bezeichnet „1884“, die weiteren 18./19. Jahrhundert | D-4-72-177-12 | Scheune                             |
| Badstraße 44 (Standort)                           | Pfarrhaus                                          | Zweigeschossiger, traufständiger Walmdachbau, 1740 von Georg Christoph Mader; Einfriedungsmauer aus Sandsteinquadern, neben dem Pfarrhaus mit Sandsteinpfeiler-Portal, der südliche Zugang mit Portalarchitektur aus Sandstein, bezeichnet „1752“ | D-4-72-177-1  | BW                                  |
| Erzbergsteig; Häzengäßchen; Vogelacker (Standort) | Etterweg                                           | Unbefestigter, größtenteils von Lattenzäunen mit Dolomitzaunpfeilern begleiteter Pfad hinter den östlichen Anwesen der Hauptstraße, von dieser zwischen Haus Nummer 2 und 4 erschlossen, nordöstlich fortgesetzt als Erzbergsteig | D-4-72-177-21 | BW                                  |
| Falterstraße 5 (Standort)                         | Scheune                                            | Massives Erdgeschoss, Giebel Fachwerk, Satteldach, 18./19. Jahrhundert | D-4-72-177-13 | BW                                  |
| Hauptstraße 9 (Standort)                          | Brunnen                                            | Etwa 50 Meter tiefer Schacht aus Sandsteinquadern, 1539, heute überbaut und mit Backstein-Brunneneinfassung sowie Gitter-Abdeckung versehen | D-4-72-177-14 | BW                                  |
| Hauptstraße 17 (Standort)                         | Eckhaus                                            | Zweigeschossiges Wohnhaus mit massivem Erdgeschoss, Obergeschoss Fachwerk verputzt, Giebelseite verkleidet, Satteldach, 17./18. Jahrhundert | D-4-72-177-15 | Eckhaus                             |
| Hauptstraße 20 (Standort)                         | Eckhaus                                            | Zweigeschossiger, traufständiger Halbwalmdachbau, Fenster- und Türrahmungen Sandstein, zwei Portale, erstes Viertel 19. Jahrhundert | D-4-72-177-2  | Eckhaus                             |
| Hauptstraße 21 a, Hauptstraße 23 (Standort)       | Scheune                                            | Satteldachbau aus Kalkstein, Giebel Fachwerk mit Andreaskreuz, Mitte 18. Jahrhundert | D-4-72-177-29 | BW                                  |
| Hauptstraße 30 (Standort)                         | Wohnhaus                                           | Zweigeschossiger, traufständiger Satteldachbau, Obergeschoss und Giebel Fachwerk verputzt, 17./18. Jahrhundert | D-4-72-177-3  | BW                                  |
| Kirchenweg 3 (Standort)                           | Evangelisch-lutherische Pfarrkirche Sankt Susannae | Ehemalige Wehrkirche, Chorturmkirche mit Walmdach und Spitzhelm, der Turm 1430/36 mit Schießscharten, der Helm 1661 wiederaufgebaut, Langhausneubau 1779–1782 unter Verschmelzung der Entwürfe von Johann Gottlieb Riedel und Ulrich Gerstner; mit Ausstattung Kirchhofmauer mit Sandsteinpfeiler-Portalen, die Mauer teils verputzt mit Sandsteinplatten-Abdeckung | D-4-72-177-4  | weitere Bilder                      |
| Kirchenweg 4 (Standort)                           | Ehemaliges Schul- und Kantoratshaus                | Zweigeschossiger Walmdachbau mit Sandsteingewänden, 1889 | D-4-72-177-16 | Ehemaliges Schul- und Kantoratshaus |
| Neuhauser Straße 3 (Standort)                     | Ackerbürgerhaus                                    | Zweigeschossiger Bau mit Fachwerkobergeschoss und Satteldach, 1778 von Friedrich Prey (Plech), Giebelseite 1842 von dessen Urenkel Heinrich Meyer in Sandstein erneuert | D-4-72-177-5  | BW                                  |
| Neuhauser Straße 15 (Standort)                    | Wohnhaus                                           | Zweigeschossiger, traufständiger Bau auf massivem Erdgeschoss, Fachwerkobergeschoss mit Andreaskreuzen und Satteldach, 18. Jahrhundert | D-4-72-177-6  | BW                                  |
| Neuhauser Straße 17 (Standort)                    | Wohnstallhaus                                      | Traufständiger, zweigeschossiger Satteldachbau, originale Tür mit Sandsteingewände, um 1800 | D-4-72-177-18 | BW                                  |
| Riegelsteiner Straße 1 (Standort)                 | Scheune                                            | Verputztes Erdgeschoss mit zwei Toren, Fachwerkgiebel mit geschweiftem Andreaskreuz, Satteldach, 18. Jahrhundert | D-4-72-177-7  | BW                                  |
| Riegelsteiner Straße 5 (Standort)                 | Wohnhaus                                           | Traufständiger Bau mit massivem Erdgeschoss, Obergeschoss Fachwerk, Frackdach, bezeichnet „1738“ | D-4-72-177-8  | BW                                  |
| Riegelsteiner Straße 6 (Standort)                 | Ehemalige Mühle                                    | Traufständiger, dreigeschossiger Satteldachbau mit Giebelfachwerk, flachbogige Toreinfahrt, 18. Jahrhundert mit späteren Veränderungen | D-4-72-177-19 | BW                                  |
| Riegelsteiner Straße 11 (Standort)                | Wohnhaus                                           | Traufständiger, zweigeschossiger Satteldachbau mit verputztem Fachwerkobergeschoss, 18. Jahrhundert | D-4-72-177-9  | BW                                  |

### Bernheck
| Lage                   | Objekt                                   | Beschreibung | Akten-Nr.     | Bild                 |
| ---------------------- | ---------------------------------------- | --- | ------------- | -------------------- |
| Bernheck 5 (Standort)  | Ehemaliges Forsthaus                     | Giebelständiger, zweigeschossiger Massivbau mit Satteldach, Eckrustizierung, Sandsteingewände, Ende 18. Jahrhundert                                                    | D-4-72-177-10 | Ehemaliges Forsthaus |
| In Bernheck (Standort) | Katholische Filialkirche Sankt Sebastian | Langhaus und Turm mit Pultdächern, Beton mit Bruchsteinen, wandhohes, farbiges Glasfenster an der Eingangsseite, 1952/1953 von Hans und Traudl Maurer; mit Ausstattung | D-4-72-177-22 | weitere Bilder       |
| In Bernheck (Standort) | Kriegerdenkmal                           | Stele mit Eisernem Kreuz für die Gefallenen des Ersten Weltkrieges, am Sockel die Gefallenen des Zweiten Weltkrieges ergänzt, Dolomit, um 1920                         | D-4-72-177-28 | BW                   |

### Ottenhof
| Lage                   | Objekt        | Beschreibung                                                                             | Akten-Nr.     | Bild          |
| ---------------------- | ------------- | ---------------------------------------------------------------------------------------- | ------------- | ------------- |
| Ottenhof 19 (Standort) | Wohnstallhaus | Erdgeschoss verputzt, Obergeschoss und Giebel Fachwerk, Frackdach, Mitte 19. Jahrhundert | D-4-72-177-11 | Wohnstallhaus |